# Drogue (jeu)
Ne doit pas être confondu avec Drogue.

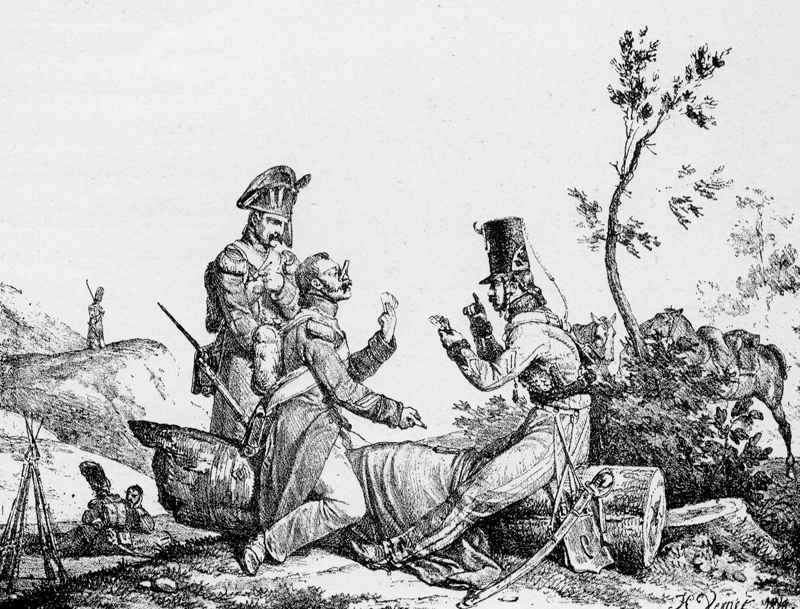
Soldats jouant au jeu de la drogue, gravure d'après une lithographie de Horace Vernet.

La drogue, ou jeu de la drogue, est un jeu de cartes qui était pratiqué durant le XIXe siècle par les soldats et les matelots. Il tire son nom d'une petite fourche en bois, sorte de pince à linge, fabriquée par les joueurs et destinée à coiffer le nez des perdants qui devaient supporter cette pénitence tant qu'ils ne gagnaient pas à leur tour.
Selon un commentaire particulièrement ancien sur cette pratique (1803), elle aurait été initiée par les soldats emprisonnés qui ne pouvaient plus miser d’argent aux cartes.
Peu de choses sont connues sur ce jeu, et nous ne disposons que d'une règle du jeu datant de 1836 .
Seules des représentations picturales et des citations littéraires maintiennent son souvenir : 

« DROGUE se dit en outre d'une sorte de jeu de cartes en usage parmi les soldats et les matelots : à ce jeu, le perdant est obligé de se mettre sur le nez un morceau de bois fourchu, qu'on appelle également drogue, et de le garder jusqu'à ce qu'il soit parvenu à gagner. Le jeu de la drogue. Jouer à la drogue. »

— Dictionnaire de l'Académie française, sixième édition, 1832.
Des représentations anciennes montrent qu'il pouvait être pratiqué par deux ou davantage de joueurs et y avoir plusieurs perdants portant chacun une ou plusieurs drogues.
Selon Joseph Méry, dans un de ses petits poèmes historiques sur les jeux, la drogue en tant que petite fourche était aussi utilisée dans les casernes comme pénitence au trictrac :

« Mais nos jeunes soldats [...] 
Taillent, devant la table où fume la chandelle, 
Ces chevalets de bois, à la serre cruelle, 
Qu'au milieu des conscrits, les vétérans malins 
Amassent, en riant, sur les nez aquilins. »

— L'Arbitre des jeux, Gabriel de Gonet, Paris, 1847, p. 326.
Les cartes utilisées devaient être classiques même s'il a existé des cartes spécifiques représentant du personnel militaire.
Probablement du type jeu de levées, la drogue était un jeu compliqué si l'on se réfère à une encyclopédie décrivant les Français, parue en neuf tomes de 1840 à 1842 et à laquelle a contribué notamment Honoré de Balzac :

« Ceux [soldats] qui s'adonnent au jeu compliqué et intéressant de la drogue sont reconnaissables à la pyramide de chevilles en bois qui leur pince le nez »

— Les Français peints par eux-mêmes, Encyclopédie morale du dix-neuvième siècle, Léon Curner, Paris, 1842, t. 5, p. 47.
En tant qu'objet, en dehors du cadre du jeu de cartes, la drogue a été aussi citée par George Sand :

« L'un ouvre une tranchée à la bêche, si profonde qu'on dirait qu'il s'agit d'abattre un chêne. L'autre met sur son nez une drogue en bois ou en carton qui simule une paire de lunettes : il fait l'office d'ingénieur, s'approche, s'éloigne, lève un plan, lorgne les travailleurs, tire des lignes, fait le pédant, s'écrie qu'on va tout gâter, fait abandonner et reprendre le travail selon sa fantaisie, et, le plus longuement, le plus ridiculement possible dirige la besogne. »

— La Mare au diable, Appendice, chap. IV, 1848.